# 金仁植
金 仁植（キム・インシク、朝鮮語: 김인식 ）は、朝鮮民主主義人民共和国の政治家。内閣副総理、首都建設委員会委員長、朝鮮労働党中央委員会委員などを歴任した。

## 経歴
出生地や生年月日は不明。金策工業大学を卒業し、1991年に首都建設総局副局長に任命され、2010年9月28日に開催された朝鮮労働党第3回党代表者会で朝鮮労働党中央委員会委員に選出された。2011年12月17日に金正日総書記が死去した際には、国家葬儀委員会委員に選ばれた。
2012年4月13日に開催された最高人民会議第12期第5回会議で内閣副総理兼首都建設委員会委員長に任命された。2014年3月9日に実施された最高人民会議第13期代議員選挙で代議員に選出されず、同年4月に内閣副総理、首都建設委員会委員長を解任された。

## 参考サイト
- 북한정보포털

| 先代新設 | 首都建設委員会委員長2012年 - 2014年 | 次代趙錫浩 |